# Orbitale del af pandebenet
Den orbitale eller horisontale del af pandebenet (pars orbitalis) består af to tynde triangulære plader, de orbitaler plader, der danner øjenhulerne og er adskilt fra hinanden af et mellemrum, det ethomidale hak.